# Ernst Vogler
Ernst Vogler (* 19. Dezember 1876 in Halberstadt; † 1954 ebenda) war ein deutscher Bankier.

## Leben
Ernst Vogler wurde als Sohn des Halberstädter Bankiers Ernst Vogler geboren. Er besuchte das Gymnasium in Halberstadt, absolvierte eine kaufmännische Lehre in Bremen und studierte anschließend an den Universitäten Leipzig, Heidelberg und Berlin Rechtswissenschaften. In Heidelberg wurde er 1897 Mitglied des Corps Vandalia. Das Referendarexamen legte er 1901 in Berlin ab. Anschließend diente er als Einjährig-Freiwilliger. Nach beruflichen Tätigkeiten in Magdeburg, Frankfurt am Main, London und Quedlinburg wurde er 1905 Teilhaberim väterlichen Bankhaus Ernst Vogler in Halberstadt. Er war stellvertretender Vorsitzender des Aufsichtsrates der Mälzerei AG vorm. Albert Wrede in Köthen.
Das Bankhaus Ernst Vogler bestand bis 1945.

## Auszeichnungen
Im Ersten Weltkrieg, an dem er als Rittmeister der Reserve des Dragonerregiments Nr. 16 teilnahm, wurde Ernst Vogler mit dem Eisernen Kreuz II. Klasse sowie dem Braunschweigischen, Oldenburgischen und Hanseatischen Kriegsverdienstkreuz II. Klasse ausgezeichnet.